# فوروشنيفو (كورسك)
فوروشنيفو (بالروسية: Ворошнево) هي مدينة في مقاطعة كورسك أوبلاست في روسيا.